# Reprezentacja Niemieckiej Republiki Demokratycznej w hokeju na lodzie mężczyzn
Reprezentacja Niemieckiej Republiki Demokratycznej w hokeju na lodzie mężczyzn – reprezentacja NRD w hokeju na lodzie mężczyzn powstała w 1951 roku. Największe sukcesy zespół osiągał w latach 50. i 60. XX wieku, gdy na mistrzostwach Europy w 1966 roku w Jugosławii zdobyli brązowy medal, a na mistrzostwach świata osiągali najlepsze w historii piąte miejsca tj. w latach: 1957, 1961, 1965, 1966, 1970.

## Historia
Reprezentacja NRD zadebiutowała w międzynarodowym spotkaniu 28 stycznia 1951 roku. W rozgrywanym w Berlinie Wschodnim spotkaniu zespół przegrał z Polską. Przez pierwsze trzy lata drużyna NRD uczestniczyła w meczach towarzyskich, jedynie na terytorium swojej stolicy. W lutym 1954 roku po raz pierwszy wystartowali w spotkaniach poza terytorium swojego państwa. Przegrywając dwukrotnie z ZSRR w Moskwie dwukrotnie trzynastoma bramkami. Przez pierwsze cztery lata istnienia, zespół rozgrywał mecze jedynie z krajami bloku wschodniego.
W 1955 roku po raz pierwszy NRD zagrało z zespołami zza żelaznej kurtyny. W pierwszym tego typu spotkaniu zmierzyli się ze swoimi zachodnimi sąsiadami, przegrywając z nimi 7:3. Był to jednocześnie mecz kwalifikacyjny do igrzysk olimpijskich i decydował, która reprezentacja będzie przedstawicielem Niemiec w tej imprezie. W roku olimpijskim zawodniczy z Niemiec Wschodnich uczestniczyli w nieoficjalnych mistrzostwach świata grupy B, które odbyły się w Werner-Seelenbinder-Halle. Po zwycięstwach nad Norwegią i Belgią zwyciężyli w turnieju i awansowali do grupy A. W 1957 roku w rozgrywanym w Moskwie turnieju zajęli piąte miejsce, zwyciężając w trzech z siedmiu spotkaniach. W 1958 roku reprezentacja nie została zgłoszona do mistrzostw świata, grając jedynie mecze towarzyskie z Polakami, Szwedami oraz Finami. Po roku przerwy w 1959 w Pradze drużyna ponownie wystąpiła w mistrzostwach świata. W fazie grupowej zajęli wtedy trzecie miejsce co spowodował, iż zespół DDR grał o utrzymanie. Ostatecznie w tych mistrzostwach drużyna Niemiec Wschodnich zajęła 9. miejsce. W grudniu tego roku po raz drugi w historii zespół uczestniczył w rywalizacji o reprezentowania Niemiec w igrzyskach olimpijskich. Tym razem również przegrywając z zachodnim sąsiadem. W 1961 po raz drugi w historii zajęli piąte miejsce w mistrzostwach świata, zwyciężając w zaledwie dwóch z siedmiu spotkań. W 1962 roku zespół nie uczestniczył w światowym championacie, które odbyły się w Stanach Zjednoczonych. Powodem niewystąpienia drużyny było wybudowanie muru berlińskiego, przez co drużyna NRD oraz pozostałych państw bloku wschodniego nie uzyskały paszportów na czas mistrzostw. W 1963 roku zespół zajął w marcowych mistrzostwach świata szóste miejsce, zaś w grudniu ponownie starał się o reprezentowanie Niemiec na igrzyskach olimpijskich z RFN, po raz trzeci przegrywając w tej rywalizacji. W kolejnych dwóch mistrzostwach świata w 1965 i 1966 roku dwukrotnie zajęli piąte miejsce. W tym drugim przypadku zajęli trzecie miejsce wśród europejskich drużyn co dało im brązowy medal mistrzostw Europy. Był to największy sukces drużyny.
W 1968 roku zespół po raz pierwszy i jedyny uczestniczył w turnieju olimpijskim, jednak odniósł na nim klęskę przegrywając wszystkie spotkania, w tym z RFN 2:4. Zespół spadł w tym momencie po raz pierwszy w historii do grupy B (drugi poziom rozgrywkowy). W 1970 roku jako beniaminek grupy A zajął piąte miejsce. Od tego czasu zazwyczaj zespół uczestniczył w turnieju grupy B mistrzostw świata, jedynie pięciokrotnie występując w mistrzostwach grupy A w latach: 1974, 1976, 1978, 1983, 1985.
W 1991 roku zespół został rozwiązany po zjednoczeniu Niemiec.

## Trenerzy
- 1952–1957 Gerhard Kießling
- 1957-1970 Rudi Schmieder
- 1970-1976 Joachim Ziesche, Klaus Hirche
- 1976–1980 Günter Schischefski
- 1980–1989 Joachim Ziesche, Hartmut Nickel
- 1989–1990 Hartmut Nickel, Rüdiger Noack, Roland Herzig

## Osiągnięcia

### Zimowe igrzyska olimpijskie
- 1956: 6. miejsce (wspólnie z Niemcami Zachodnimi jako Wspólna Reprezentacja Niemiec)
- 1960: 6. miejsce (Wspólna Reprezentacja Niemiec)
- 1964: 7. miejsce (Wspólna Reprezentacja Niemiec)
- 1968: 8. miejsce

## Statystyki reprezentantów
Najwięcej spotkań w reprezentacji NRD rozegrał hokeista zespołu Dynamo Berlin – Dietmar Peters, który rozegrał 315 spotkań. Za nim na drugim miejscu znajduje się Dieter Frenzel – 296 spotkań. Na trzecim miejscu w tej klasyfikacji jest brat lidera Roland Peters, który rozegrał 279 spotkań.
Wieloletni trener drużyny Joachim Ziesche jest członkiem Hockey Hall of Fame.

## Galeria

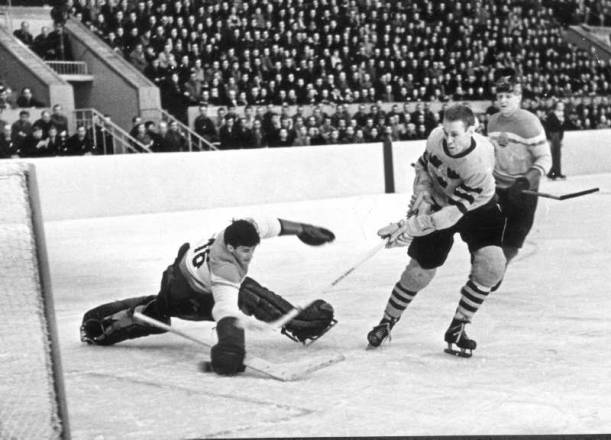
Sven "Tumba" Johansson strzela drugiego gola w meczu Szwecja-NRD (1957)
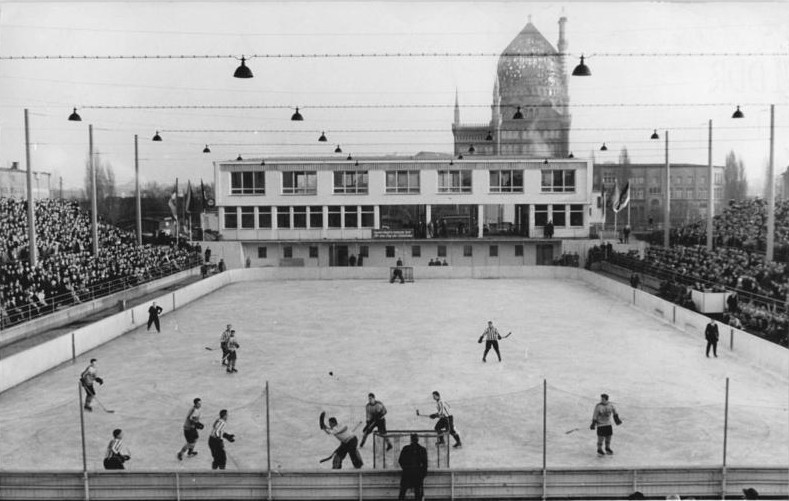
Mecz hokejowy w Dreźnie (1960)
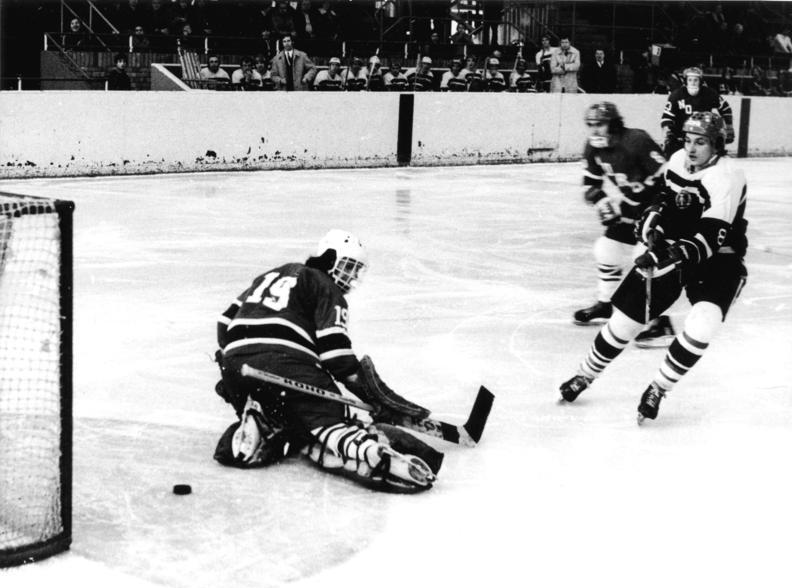
Mecz NRD-Norwegia (1974)